# ماركوس سدجويك
ماركوس سدجويك (بالإنجليزية: Marcus Sedgwick)‏ هو كاتب للأطفال وكاتب بريطاني، ولد في 1 أبريل 1968 في كنت في المملكة المتحدة.

## وصلات خارجية
- الموقع الرسمي